# Campeonato Sudamericano de Football 1923
Il Campeonato Sudamericano de Football 1923 fu la settima edizione della Coppa America di calcio. Fu organizzato dall'Uruguay e tutte le partite si disputarono al Parque Central di Montevideo dal 29 ottobre al 2 dicembre 1923.

## Nazionali partecipanti
| N° | Nazione   | Iscrizione CONMEBOL | Note                         |
| -- | --------- | ------------------- | ---------------------------- |
| 1  | Argentina | 1916                |                              |
| 2  | Brasile   | 1916                | Detentore Coppa America 1922 |
| 3  | Cile      | 1916                | Rinuncia                     |
| 4  | Uruguay   | 1916                | Nazione ospitante            |
| 5  | Paraguay  | 1921                |                              |

## Formula
La formula prevedeva che le quattro squadre partecipanti si affrontassero in un unico girone all'italiana, la cui prima classificata avrebbe vinto il torneo. Per ogni vittoria si attribuivano 2 punti, 1 per ogni pareggio e 0 per ogni sconfitta.

## Riassunto del torneo
In vista dell'Olimpiade di Parigi 1924, nel cui torneo di calcio la CONMEBOL avrebbe avuto diritto ad un posto, fu stabilito che la nazionale che avrebbe vinto il Campeonato Sudamericano 1923 si sarebbe qualificata al suddetto torneo.
L'Uruguay era la grande favorita e non deluse le aspettative. La Celeste, nella quale erano approdate stelle come José Leandro Andrade, Pedro Petrone e Pedro Cea vinse tutte le 3 partite, laureandosi campione per la quarta volta. La vittoria le valse la qualificazione al torneo olimpico di calcio dell'anno dopo, che fu vinto proprio dall'Uruguay.

## Risultati
| Arbitro: | Minoli |

|                                 |           |                                 |
| Saruppo 18’ Aguirre 58’ 77’ 86’ | Marcatori | 10’ Rivas 50’ Zelada 75’ Fretes |

| Arbitro: | Pérez |

|                         |           |  |
| Scarone 11’ Petrone 87’ | Marcatori |  |

| Arbitro: | Pérez |

|              |           |  |
| I. López 56’ | Marcatori |  |

| Arbitro: | Barba |

|                        |           |          |
| Onzari 11’ Saruppo 76’ | Marcatori | 15’ Nilo |

| Arbitro: | Pérez |

|                     |           |          |
| Petrone 56’ Cea 75’ | Marcatori | 59’ Nilo |

| Arbitro: | Carneiro |

|                       |           |  |
| Petrone 28’ Somma 88’ | Marcatori |  |

## Classifica finale
| Pos. | Squadra   | Pt | G | V | N | P | GF | GS | DR |
| ---- | --------- | -- | - | - | - | - | -- | -- | -- |
| 1.   | Uruguay   | 6  | 3 | 3 | 0 | 0 | 6  | 1  | +5 |
| 2.   | Argentina | 4  | 3 | 2 | 0 | 1 | 6  | 6  | 0  |
| 3.   | Paraguay  | 2  | 3 | 1 | 0 | 2 | 4  | 6  | -2 |
| 4.   | Brasile   | 0  | 3 | 0 | 0 | 3 | 2  | 5  | -3 |

## Classifica marcatori
3 gol
- Aguirre;
- Petrone.

2 gol
- Saruppo;
- Nilo.

1 gol
- Onzari;
- Fretes, I. López, Rivas e Zelada;
- Cea, Scarone e Somma.

## Arbitri
- Servando Pérez
- Antônio Carneiro de Campos
- Miguel Barba
- Ángel Minoli